# Telotoma hayesii
Telotoma hayesii là một loài bọ cánh cứng trong họ Cerambycidae.